# Viés sistemático
Em estatística, viés sistemático ou erro sistemático  é a distorção sistemática entre a medida de uma variável estatística e o valor real da grandeza a estimar. A introdução de um viés no cálculo estatístico pode estar ligada tanto à imperfeição ou deformação da amostra (estatística) que serve de base para a estimativa, quanto ao próprio método de avaliação.